# Кільпуе

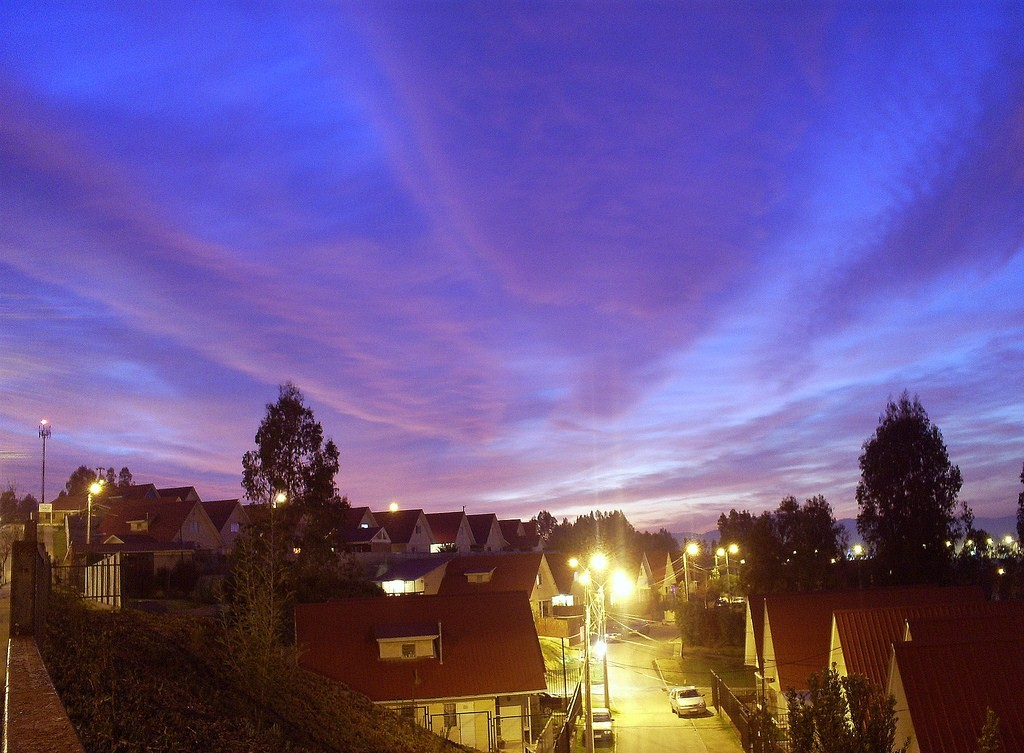
Житлові квартали

Кільпуé (ісп. Quilpué) — місто в Чилі. Адміністративний центр однойменної комуни та провінції Марга-Марга. Населення міста — 126 893 людей (2002). Місто та комуна входять у склад провінції Марга-Марга та області Вальпараїсо. Місто входить у склад міської агломерації Великого Вальпараїсо.
Територія комуни — 536,1 км². Чисельність населення — 151 708 жителів (2017). Густота населення — 283,01 чол./км².

## Розташування
Місто знаходиться за 12 км на схід від адміністративного центру області міста Вальпараїсо.
Комуна межує:
- на півночі — із комунами Конкон, Лімаче, Вілья-Алемана, Ольмуе
- на сході — із комуною Тільтіль
- на південному-схлді — із комуною Лампа
- на півдні — із комунами Касабланка, Куракаві
- на південному заході — із комуною Вальпараїсо
- на заході — із комуною Вінья-дель-Мар

## Демографія
Згідно з відомостями, зібранними в ході перепису 2012 р. Національним інститутом статистики (INE),  населення комуни становить:
| Повне населення                           | Повне населення                           | Повне населення                           | Повне населення                           | Повне населення                           | 151520 |
| ----------------------------------------- | ----------------------------------------- | ----------------------------------------- | ----------------------------------------- | ----------------------------------------- | ------ |
| в тому числі:                             | Міське населення                          | 149567                                    | Процент міського населення, %             | 98,71                                     |        |
|                                           | Сільське населення                        | 1953                                      | Процент сільського населення, %           | 1,29                                      |        |
|                                           | Чоловіче населення                        | 71391                                     | Процент чоловічого населення, %           | 47,12                                     |        |
|                                           | Жіноче населення                          | 80129                                     | Процент жіночого населення, %             | 52,88                                     |        |
| Густота населення, осіб/км²               | Густота населення, осіб/км²               | Густота населення, осіб/км²               | Густота населення, осіб/км²               | Густота населення, осіб/км²               | 282,63 |
| Населення комуни у % до населення області | Населення комуни у % до населення області | Населення комуни у % до населення області | Населення комуни у % до населення області | Населення комуни у % до населення області | 8,73   |

| Динаміка зміни населення комуни | Динаміка зміни населення комуни | Динаміка зміни населення комуни | Динаміка зміни населення комуни |
| ------------------------------- | ------------------------------- | ------------------------------- | ------------------------------- |
| 1992                            | 2002                            | 2012                            | 2017                            |
| 104203                          | 128578▲                         | 151520▲                         | 151708▲                         |

## Головні населенні пункти[5]
| № | Населенний пункт | Населенний пункт (ісп.) | Категорія | Населення ос. (2002) | На карті                                                                  |
| - | ---------------- | ----------------------- | --------- | -------------------- | ------------------------------------------------------------------------- |
| 1 | Кільпуе          | Quilpué                 | місто     | 126893               | 33°02′59″ пд. ш. 71°26′30″ зх. д. / 33.0498135° пд. ш. 71.4415282° зх. д. |
| 2 | Колігуай         | Colliguay               | поселення | 494                  | 33°10′16″ пд. ш. 71°09′49″ зх. д. / 33.1712164° пд. ш. 71.1636519° зх. д. |
| 3 | Лос-Мольєс       | Los Molles              | поселення | н/д                  | 33°05′57″ пд. ш. 71°22′29″ зх. д. / 33.0992776° пд. ш. 71.3747721° зх. д. |
| 4 | Ла-Ретука        | La Retuca               | селище    | н/д                  | 33°08′11″ пд. ш. 71°20′43″ зх. д. / 33.1363536° пд. ш. 71.3451392° зх. д. |
| 5 | Лос-Пералес      | Los Perales             | поселення | н/д                  | 33°09′03″ пд. ш. 71°19′04″ зх. д. / 33.1508401° пд. ш. 71.3178907° зх. д. |
| 6 | Лос-Юйос         | Los Yuyos               | поселення | н/д                  | 33°11′38″ пд. ш. 71°05′41″ зх. д. / 33.1940017° пд. ш. 71.0946926° зх. д. |